# Stole Dimitrievski
Stole Dimitrievski (makedonski: Столе Димитриевски; Kumanovo, 25. prosinca 1993.) sjevernomakedonski je nogometaš koji igra na poziciji vratara. Trenutačno igra za Valenciju. Dimitrievski je debitirao za sjevernomakedonsku nogometnu reprezentaciju 2015. godine.

## Klupska karijera
Dimitrievski je rođen u Kumanovu i igrao je u juniorskom timu lokalnog FK Kumanovo Eurosport. Debitirao je 2010. godine u klubu FK Rabotnički iz glavnog grada Skoplja. S 19 godina Dimitrievski je otišao u Španjolsku u Granadu. Tamo je prvo bio posuđen u B-momčadi Cádiza. Dimitrievski je 2016. napustio Granadu nakon samo jedne utakmice protiv Deportiva La Coruñe. Prešao je u Gimnàstic de Tarragona. Tamo je u dvije sezone odigrao 48 ligaških utakmica. Dimitrievski je 2018. posuđen Rayo Vallecanu. Iako su te godine ispali iz Primere División, ostavio je dobar dojam i klub ga je trajno potpisao u siječnju 2019. Ima ugovor do lipnja 2024. godine.

## Reprezentativna karijera
Dimitrievski je igrao za razne sjevernomakedonske mlade reprezentacije. Za nogometnu reprezentaciju Sjeverne Makedonije debitirao je 12. studenog 2015. u prijateljskoj utakmici protiv Crne Gore. Morao je jednom uzeti loptu iz mreže nakon pogotka Stevana Jovetića dvije minute prije kraja, ali Sjeverna Makedonija je pobijedila 4:1. Dimitrievski je branio 12. studenoga 2020. kada se Sjeverna Makedonija kvalificirala za Europsko nogometno prvenstvo 2020. pobjedom protiv Gruzije. Također je uvršten u momčad za ovo Europsko prvenstvo i odigrao je sve tri utakmice u skupini. Ipak, Makedonci su se morali vratiti kući nakon tri poraza. Dimitrievski je primio osam golova u tri utakmice, ali je zaustavio jedanaesterac Ukrajincu Ruslanu Malinovskom.

## Vanjske poveznice
- Lindon Dimitrievski, Soccerway (engl.)